# Igor Buldakov
Igor Vasiljevitj Buldakov (på russisk: Игорь Васильевич Булдаков) (født 26. august 1930, død 30. april 1979) var en russisk roer.

## Rokarriere
Buldakov roede for Khimik i Moskva. Sammen med Viktor Ivanov vandt han EM-guld for Sovjetunionen i toer uden styrmand i 1953, -sølv i 1954 og igen guld i 1955 og 1956. De havde desuden vundet Henley Royal Regatta i 1954 og 1955 (som svarede til VM på det tidspunkt), og de var derfor storfavoritter ved OL 1956 i Melbourne. Buldakov og Ivanov blev dog kun nummer to i indledende heat efter amerikanerne James Fifer og Duvall Hecht, men gik dog videre til semifinalen, som de til gengæld vandt. I finalen var amerikanerne igen stærkest og vandt guld, mens Buldakov og Ivanov fik sølv og Josef Kloimstein og Alfred Sageder fra Østrig bronze.

## Familie
Igor Buldakov var gift med volleyballspilleren Ljudmila Buldakova, som var tredobbelt olympisk medaljevinder.

## OL-medaljer
- 1956:  Sølv i toer uden styrmand